# Jules Joffrin (stacja metra)
Jules Joffrin – stacja linii nr 12 metra  w Paryżu. Stacja znajduje się w 18. dzielnicy Paryża. Została otwarta 31 października 1912.